# Umfaali
Umfaali (auch: Kiiua Dzhafagfali) ist eine kleine Inselgruppe von Somalia. Die Inseln gehören politisch zu Jubaland und geographisch zu den Bajuni-Inseln, einer Kette von Koralleninseln (Barriereinseln), welche sich von Kismaayo im Norden über 100 Kilometer bis zum Raas Kaambooni nahe der kenianischen Grenze erstreckt.

## Geographie
Die Inselchen liegen in einem Bereich, welcher eher durch verschiedene Kaps (Ras) gegliedert ist (Raas Ooddo). Nach Norden schließen sich in einigen Kilometern Entfernung die Ikumbi-Inseln an und im Süden liegt in einigen Kilometern Entfernung die Kiiwa-Jafaagfaali-Inseln (Miyaandi) an.
Im Süden schließt sich Famauwaali an.

## Klima
Das Klima ist tropisch feucht-heißes Monsunklima.